# Chimera pospolita
Chimera pospolita, chimera, przeraza (Chimaera monstrosa) – gatunek ryby chrzęstnoszkieletowej z rodziny chimerowatych (Chimaeridae). Bez większego znaczenia gospodarczego.

## Zasięg występowania
Ocean Atlantycki i Morze Śródziemne na głębokościach od 40–1000 m. 

## Opis
Wrzecionowate ciało z długim ogonem zakończonym cienkim biczem. Osiąga do 150 cm długości. Otwór gębowy z trzema parami płytek zębowych. Dwie płetwy grzbietowe, pierwsza wysoka z twardym kolcem, druga niska i długa. Samce mniejsze od samic. 
Żywi się głównie bezkręgowcami.
Gatunek jajorodny, jaja duże – mają ok. 17 cm – zamknięte w rogowej otoczce. Młode osobniki po wykluciu są podobne do dorosłych.